# Brada villosa
Brada villosa är en ringmaskart som först beskrevs av Martin Heinrich Rathke 1843.  Brada villosa ingår i släktet Brada och familjen Flabelligeridae. Arten är reproducerande i Sverige. Utöver nominatformen finns också underarten B. v. capensis.